# 小行星7682
小行星7682（英語：7682 Miura）是一颗围绕太阳公转的小行星。1997年2月12日，小林隆男在大泉町发现了此天体。
这颗小行星的绝对星等为99.08220等。